# Abbazia di Arrouaise
L'Abbazia di Arrouaise [ɑʁ.wɛz] era un'abbazia nel nord della Francia, risalente al XII secolo, soppressa nel 1790, durante la rivoluzione francese.

## Storia
L'abbazia è stata il centro di una forma di vita canonicale nota come Ordine Arrouaisiano, che fu popolare durante il decennio del 1130. La comunità iniziò a svilupparsi quando Heldémare si unì all'eremita Roger nel 1090 e fu approvata dal vescovo locale nel 1097. Il priorato fu elevato allo "status" di abbazia nel 1121, eleggendo come suo primo abate, Gervais. I monaci ottennero da persone facoltose fondi sufficienti per fondare un'abbazia.L'abbazia ebbe origine come eremo. Poi si sviluppò in una comunità che aveva il compito di fornire un servizio ai viaggiatori che attraversavano l'allora grande foresta di Arrouaise nell'Artois. L'ordine di Arrouaise si differenziava dagli altri essendo fondamentalmente quello di Sant'Agostino con l'approccio più sobrio dei Cistercensi come guida al suo regime più austero di quello degli altri canonici regolari. In generale, col passare del tempo, la distinzione tra gli Arrouaisiani e altri gruppi di canonici regolari divenne meno evidente, così che nella loro storia successiva, le case arrouaisiane venivano spesso indicate semplicemente come case di canonici regolari.
La foresta in cui si era stabilita la comunità aveva la forma di una cintura che si estendeva verso ovest dalla foresta delle Ardenne, a nord della città di St. Quentin e verso la città di Bapaume. Ai giorni nostri la foresta è quasi scomparsa. Il traffico passava attraverso la foresta, in molti casi lungo le restanti tracce di strade romane. Le rotte erano importanti commercialmente e diplomaticamente per il traffico tra Parigi e le Fiandre, ma anche tra l'Inghilterra e il Ducato di Borgogna. Era principalmente su questa rotta che i fiamminghi inglesi e occidentali si recavano a Roma per pellegrinaggi e viaggi diplomatici.
I monaci elessero il loro primo abate, Gervais nel 1121, e l'abbazia fu soppressa nel 1790, durante la rivoluzione francese.

## Descrizione

### Posizione
Nel complesso gli studiosi non hanno notizie certe della reale ubicazione dell'abbazia. È possibile che "arrouaise" fosse un aggettivo che indicava una connessione con Arras o, per estensione, con Artois, ma almeno nel XX secolo questi aggettivi erano rispettivamente "arrageois" e "artesian". Tuttavia, all'interno della zona appropriata e nelle zone più alte tra le sorgenti di fiumi come Somme, Sambre ed Schelda, c'è una frazione chiamata l'Arrouaise. Si trova alla fine di una deviazione su una strada secondaria, la D272 (nel dipartimento dell'Aisne), 11.5 km a sud-est del luogo noto agli storici militari britannici come Le Cateau-Cambrésis. La posizione fuori mano dell'Arrouaise sarebbe stata adeguata alle origini dell'eremo, ma non conveniente per sviluppare la tradizione del servizio ai viaggiatori.
Più plausibilmente c'era una piccola abbazia, fondata nell'XI secolo, "nel mezzo della foresta di Arrouaise", ad Aubencheul-aux-Bois vicino alla N44 e circa a metà strada tra Cambrai e St. Quentin. Si trova tra Mesnil-en-Arrouaise (10 km a SE di Bapaume) e Montigny-en-Arrouaise (15 km ENE di St. Quentin). Auboncheul si trova al confine tra Piccardia e Hainaut, rappresentata dai dipartimenti di Aisne e Nord. Questo sito, sulla strada da St Quentin a Cambrai, sarebbe stato molto più adatto a servire i viaggiatori, essendo sulle rotte Parigi-Mechelen e Londra-Digione. Ovvero le rotte diplomatiche dalla Francia alle Fiandre e dall'Inghilterra alla Borgogna, come quelle dall'Inghilterra e dalle Fiandre occidentali a Roma. Oltre a questi, il traffico commerciale tra l'Italia e le Fiandre crebbe d'importanza nel periodo medievale. Sia Cambrai che St Quentin ne facevano parte. Quattro chilometri a sud di Aubencheul si trova Gouy, che un tempo si chiamava Gouy en Arrouaise. Le fonti sulla fondazione dell'Abbazia di Bourne nel Lincolnshire e dell'Abbazia di Missenden nel Buckinghamshire descrivono entrambe la dedica di Arrouaise a San Nicola.

## Case arrouaisiane

### In Inghilterra
- Bourne Abbey (SS Pietro e Paolo)
- Beaulieu [4]
- Cattedrale di Carlisle [5]
- Abbazia di Dorchester, Oxfordshire (San Pietro)
- Abbazia di Lesnes
- Abbazia di Lilleshall
- Abbazia di Missenden
- Abbazia di Notley (Maria madre di Gesù e Giovanni battista)
- Warter

### In Francia
- Abbazia di Arrouaise (San Nicola)
- Autrey [6]
- Abbazia di Beaulieu (San Graal) [7]

### In Irlanda
- Bangor
- Abbazia di Ballinskelligs
- Clonard
- Dublino
- Duleek
- Durrow
- Kells
- Bussare
- Navan
- Saul
- Trim

### Scozia
- Abbazia di Cambuskenneth (Maria Madre di Gesù)